# Ère Kansei
L'ère Kansei (en japonais : 寛政) est une des ères du Japon (年号, nengō, littéralement « le nom de l'année ») suivant l'ère Tenmei et précédant l'ère Kyōwa. Cette ère couvre la période allant du mois de janvier 1789 au mois de février 1801. L'empereur régnant est Kōkaku-tennō (光格天皇).

## Changement de l'ère
L'ère Kansei est proclamée lors de la neuvième année de Tenmei (1789). En raison de calamités telles qu'un incendie au palais impérial le 25e jour du 1er mois (ancien calendrier) de Temmei 9 (1789), l'ère est devenue Kansei (« gouvernement tolérant/détendu/libéral »).

## Événements de l'ère Kansei
La large panoplie de changements et de nouvelles initiatives du shogunat Tokugawa à cette époque est appelée réformes Kansei.
Matsudaira Sadanobu (1759–1829) est nommé conseiller en chef du shogun (rōjū) au cours de l'été 1787 et devient régent du 11e shogun, Tokugawa Ienari au début de l'année qui suit. En tant que principal décideur administratif dans la hiérarchie du bakufu, il est en mesure d'effectuer des changements radicaux et ses premières mesures représentent une complète rupture avec le passé récent. Les efforts de Sadanobu portent sur le renforcement du gouvernement en inversant la plupart des politiques et des pratiques qui sont devenues monnaie courante sous le régime du shogun précédent, Tokugawa Ieharu. Ces politiques de réforme peuvent être interprétées comme une réponse réactionnaire à l'excès de son prédécesseur, le rōjū Tanuma Okitsugu (1719–1788), avec pour résultat que les réformes de libéralisation au sein du bakufu et le relâchement du sakoku (« à huis clos », politique du Japon de contrôle strict des marchands étrangers) mises en place par Tanuma sont inversées ou bloquées.  
- 1790 (Kansei 2) : Sadanobu et le shogunat promulguent un édit adressé à Hayashi Kinpō, recteur de l'Académie confucéenne d'Edo -- « Interdiction Kansei des études hétérodoxes » (kansei igaku no kin)[5]. Le décret interdit certaines publications et enjoint le strict respect de la doctrine néo-confucianiste, en particulier en ce qui concerne le programme de l'école officielle Hayashi[6].
- 1798 (Kansei 10) :  création du calendrier Kansei.